# Стефан I Антіохійський
Стефан I Антіохійський (лат. Stephanus) — єпископ Антіохійський між 341 і 345 або 342 і 344 роками, залежно від джерела. Був лідером аріанської партії, яку називали євсебіанами, під час аріанської полеміки й противником Афанасія.

## Аріанські собори
Стефан був присутній на Сардикійському Соборі (343 р.) на чолі аріанської партії разом з Акакієм Кесарійським, наступником Євсевія Нікомидійського, де боровся за зняття з посад Афанасія і Марцелла Анкірського, на що ортодоксальна партія, очолювана Осієм, не була готова піти. Розгнівані результатом, аріани покинули Собор і знову об'єдналися на так званому Філіппопольському Соборі, який засудив обох єпископів і виголосив анафему проти Отців у Сардикії.
У 344 році деякі православні представники Сардики відвідали Антіохію (Вікентій Капуанський і Євфрат Кельнський). Вночі в їхніх покоях була знайдена блудниця, і ця подія стала великим скандалом, який, після розслідування, пов'язали зі Стефаном. В результаті Антіохійський собор у 344 році позбавив його влади.